# Resolução 52 do Conselho de Segurança das Nações Unidas
Resolução 52 do Conselho de Segurança das Nações Unidas, aprovada em 22 de junho de 1948, tendo recebido o primeiro, segundo e terceiro relatórios da Comissão de Energia Atômica dos Estados Unidos o Conselho dirigido ao Secretário-Geral que transmita o segundo e o terceiro relatórios, juntamente com um registro das deliberações do Conselho sobre eles, à Assembléia Geral e Estados-Membros.
Foi aprovada com 9 votos, e duas abstenções da Ucrânia e a União Soviética.